# S.T.G
『S.T.G』（エス・ティー・ジー / ストライクガンナー / STRIKE GUNNER）は、1991年にアテナが製作し、テクモから稼働されたアーケード用縦スクロールシューティングゲーム。タイトルの「S.T.G」は「STRIKE GUNNER」の略である。
自機「S.T.G ストライクガンナー」を操作し、異星人による侵略から地球を奪還するのを目的としている。
家庭用は1992年にスーパーファミコンで発売。スーパーファミコン版は後に2015年にWindows用ソフトとしてプロジェクトEGGにて配信。アーケード移植版はアーケードアーカイブスの1作品として2023年にPlayStation 4とNintendo Switchで配信された。

## 概要
本作はアーケード（以下AC）版とスーパーファミコン（以下SFC）版の2種類が存在する。特記がない限りはAC版について記述する。
テクモから発売。アテナの製作するAC用シューティングゲームとしては初の作品となる。一見オーソドックスな雰囲気ながら、選択式・エネルギー制限付のサブウェポンや自機同士の合体といった特徴的なシステムが盛り込まれている。
全体的にステージ中に登場する敵機の攻撃パターンには「方位を問わずに高速で画面内に切り込み、弾を撃ち終えると即退散」といった、いわゆるヒットアンドアウェイの傾向が多く見られ、更に序盤から敵機・敵弾の移動速度が速く、耐久力の高い中型機が多数登場するため、難易度は総じて高い部類にあたる。

この他、道中の敵機撃破による獲得スコアが異様に大きい、一部ボスは撃破しても獲得スコアが0点であるなど、従来のシューティングゲームにはあまり見られない独特の調整が行われている。

## ゲーム内容

### システム
プレイヤーは自機・ストライクガンナーを操作して道中の敵機を攻略しながらステージを進み、最深部に待ち受けるボスを撃破することでステージクリアとなる。自機の配色は1P側が赤、2P側が青色を基調としている。
全7ステージ・1周エンド構成。残機の追加（エクステンド）は獲得スコアが150万点に到達するごとに発生する。
ミス時はその場で復活が行われる。一度ミスをすると各パワーアップは初期状態にリセットされてしまうため、アイテムの入手方法も相まって攻略難易度が相対的に大きく上昇する要因となっている。

### 操作体系
8方向レバーと2ボタン（ショット、ウェポン）、2人同時プレイ時には更に合体用の計3ボタンを使用する。また、各アイテムの取得によりショット・移動速度のパワーアップ、ウェポンのエネルギー回復が可能。
ショットはボタンを押し続けることで連射が可能。初期状態では赤いショットだが、アイテムの取得を続けることで威力の増加した青白いショットに変化する。

パワーアップは単発（赤・初期状態）→2連装（赤）→4連装（赤）→2連装（青）→4連装（青）の大きく分けて5段階存在するが、単発→連射数増加→2連装→連射数増加→…といった具合に「連射数増加」を経由して行われるため、実質10段階に及ぶ。よって奇数の段階ではショットの発射数・威力が、偶数の段階では連射数のパワーアップが行われる。

「連射数増加」後の奇数段階にパワーアップを行う場合、ショットの発射数や威力が増加する代わりに「連射数が増加前の状態にリセットされる」という特徴があり、これは各段階のパワーアップによる連射数が増加→低下→増加…を交互に繰り返していることになる。連射速度の低下によって敵機を撃ち漏らすという事態も有り得るため、本作では奇数段階のパワーアップが必ずしも有利な状況に繋がるとは限らない。

### ウェポン選択
ショット以外の攻撃手段として、副兵装にあたる「ウェポン」をステージ開始前に1つ選択し、ステージ中で使用することができる。ショットとウェポンは併用が可能である。
各ウェポンの性能・用途は千差万別であり、威力を重視したもの、攻撃範囲を重視したもの、補助的な役割を持つものなど多岐にわたる。各ステージの敵の配置によって選択したウェポンでの攻略難易度にも差が生じるため、各ステージ構成と相性の良いウェポンを選択することが定石となる。
一度選択したウェポンはそのステージで使い切りとなり、以降のステージで再度選択することはできないため、プレイヤーには自身のプレイスタイルと各ステージ構成に応じた、ある程度のウェポン選択の計画性が求められる。
ウェポンの使用は画面に表示されているエネルギーゲージ（1P側：赤色、2P側：黄緑色）を消費して行われる。ウェポンによって消費エネルギー量は異なり、エネルギーが空になると使用不能になる。消費したエネルギーは特定のアイテムの取得、または自機のミスにより全快させることが可能。
以下はウェポンの一覧である。一部ウェポンには名称のスペルミスが見られるが、これらはSFC海外版では全て修正されている。
AC版から登場
シールドユニット（SHIELD UNIT）
SFC海外版では名称が「プラズマシールド（PLASMA SHIELD）」に変更されている。
一定時間、自機を覆うように円形のバリアを展開する。発動中自機は無敵状態になり、敵からのあらゆる攻撃を無効化する。また、空中の雑魚敵に対しては直接体当たりを仕掛けることにより一撃で撃破が可能。ボタンを押し続けることで、バリアの効果が切れ次第最速で再展開が可能だが、その際は一瞬無防備な状態となる。バリアの色はAC版では残り時間に応じて青→緑→黄→赤と変化し、SFC版では各機体に準じたカラー（1P：赤、2P：青）で固定されている。
ホーミングミサイル（HOMING MISSILE）
前方に自機左右から敵を高速で追尾するミサイルを2発同時に発射する。全方位に有効で命中精度が非常に高く、画面内に出現しきっていない敵に反応して先制攻撃を仕掛けたり、画面外へスクロールアウトした敵をしつこく追尾するといった挙動を見せる。画面内に最大2発まで発射可能で、着弾のタイミングによっては発射周期にズレが生じるため、双方のミサイルが2発同時ではなく交互に1発ずつ発射されるという現象が起きることもある。
アトミックミサイル（ATOMIC MISSILE）
前方正面に低速で前進する大型のミサイルを発射する。ミサイルは少し進むと起爆し、巨大な爆風を発生させる。燃費は悪く連射も利かないものの、中盤までのボスをも一撃で撃破するほどの破格の威力を誇り、尚且つ画面全域の敵弾をかき消すため緊急回避としても活用可能。一般的なシューティングゲームのボムに類似した性能を持つ。ただし発射から起爆までにタイムラグが存在するため、使用する際はそれを考慮する必要がある。
レーザーキャノン（LASER CANNON）
ゲーム中では「LAZER CANNON」と誤表記されている。
前方正面に2本の赤いレーザーを発射する。レーザーは常に自機正面のX軸に合わせて移動し、ボタンを押し続けることで途切れは生じるものの連射が可能。高い貫通力を持ち、接触している間は連続ヒットするため、縦方向に面積の大きい敵に対しては特に高いダメージ効率を発揮する。
コムレイドファイター（COMRADE FIGHTER）
画面下部から2体の子機（オプション）を呼び出し、自機の左右に装着・固定する。子機は本体に合わせて移動・攻撃を行い、一定時間が経過すると飛び去っていく。子機の攻撃はAC版では自機のパワーに関わらず単発ショットを、SFC版は自機と同じパワーのショットを発射する。特に後者は自機の火力が純粋に3倍となるため、ショットがパワーアップするほど火力が飛躍的に上昇する。ただし子機自体にも食らい判定が存在し、1発でも被弾すると破壊されてしまうという欠点を持つ。
アンチエアマイン（ANTIAIR MINE）
一定時間、青白い小さな爆風を連続で発生させる浮遊機雷を発射する。爆風は敵弾をかき消し、接触している間は連続でダメージを与える。手動による連射も可能。AC版とSFC版では性能が異なり、AC版は前方を低速で進み、敵機や敵弾に着弾した地点で停滞して爆風を発生させる。SFC版は発射後少し前進すると停滞して爆風を発生させる。また、AC版に比べて燃費が格段に良くなっている。
ソニックウェーブ（SONIC WAVE）
自機を中心に円形の衝撃波を放つ画面全体攻撃。SFC版は発動時に画面がフラッシュする効果が加わる。瞬時に画面内全ての敵弾をかき消す効果を持ち、緊急回避手段としての利点は大きい。手動による連発も可能だが、燃費は悪い。
フォトンブラスター（PHOTON BLASTER）
ゲーム中では「PHOTON BLASTR（TとRの間にEが抜けている）」と誤表記されている。
前方正面に自機のX軸に合わせて左右移動する青白い光弾を2発同時に発射する。光弾は雑魚敵程度ならば貫通するため、上手く誘導することで多くの敵を巻き込んで攻撃できる。レーザーキャノンに類似した性質を持つが、こちらの方が弾速が遅く、左右移動の振れ幅が大きい。
SFC版には唯一続投せず、AC版のみの登場となる。
スプレーミサイル（SPRAY MISSILE）
SFC版では名称が「SPLAY MISSILE」に変更されている。
前方に若干左右へ拡散する小型ミサイルを発射する。ボタンを押す長さで発射数が1 - 16発に変化し、押し続けている間はエネルギーが尽きるまで連射する。発射数が多い場合、発射した内の数発は自機の後部から発射されるため、背後の敵にも攻撃可能。SFC版は弾速が低下している。
オートエイミングバルカン（AUTOAIMING VULCAN）
ゲーム中では「AUTOAIMING VALCAN」と誤表記されている。また、SFC版では名称が「オートエイムバルカン（AUTOAIM VULCAN）」に変更されている。
自動で敵のいる方向へ狙撃を行うショットを発射する。全方位に有効で高い索敵能力を持ち、画面内に出現しきっていない敵に反応して先制攻撃を仕掛けることも可能。ただしホーミングミサイルに比べると命中精度に劣り、更に一度に1体ずつしか狙撃できないという欠点を持つため、画面内に敵が多く存在する状況下では狙い通りの敵を攻撃できない。ボタンを押す長さで発射数が1 - 16発に変化し、押し続けることで連射も可能だが、画面内外共に敵の食らい判定が存在しない場合はボタンを押しても弾は発射されない。
SFC版から登場
メガビームキャノン（MEGABEAM CANNON）
自機を覆うように円形の青白いエネルギーを展開、しばらくすると前方正面に向けて一定時間、極太のビームを発射する。
全ウェポン中最強の威力を誇り、ボスを含むあらゆる敵を例外無く一撃で撃破することが可能。また、展開中のエネルギー及びビームは敵を貫通し、且つ敵弾をかき消す効果を持つ。ただし燃費は最も悪く、1発で蓄積されたエネルギーを全て消費するため、使い所を見極める必要がある。
ソニックシューター（SONIC SHOOTER）
前方正面に敵弾をかき消す青白い衝撃波を高速で発射する。燃費が良く手動による連射も可能だが、威力は非常に低く有効範囲も狭いため、広範囲からの攻撃に対しては分が悪い。
フォトントーピード（PHOTON TORPEDO）
扇状に拡散する4発の青白い光弾を同時に発射する。攻撃範囲が広く、手動による連射も可能。自機とは逆の移動方向（静止時は前方正面）に発射される性質を持ち、逃げながら攻撃できる反面、前進的な攻撃には使いにくい。
アドヒーシブボム（ADHESIVE BOMB）
ゲーム中では「ADHESIV（Vの後のEが抜けている） BOMB」と誤表記されている。
前方正面に球状の小型爆弾を発射する。敵機に接触すると吸着し、しばらくすると爆発する。威力は低いが燃費が良く、手動による連射も可能。
ヘビーバルカン（HEAVY VULCAN）
ゲーム中では「HEAVY VALCAN」と誤表記されている。
前方正面に小型の弾を波状に発射する。ボタンを押し続けることでエネルギーが尽きるまで途切れなく連射が可能。速射性に優れ、4連装ショットと同等の攻撃範囲を持つため、ショットとの併用により火力結合が可能。1発あたりの燃費は良いものの連射速度が高いため、瞬間的な消費エネルギー量は多い。
ヒートアロー（HEAT ARROW）
自機を中心に、針型の弾を放射状に発射する。ボタンを押す長さで発射数が1 - 16発に変化し、1回だけ押すと花火のように周囲へ同時に発射、押し続けている間はエネルギーが尽きるまで1発ずつ連続でばら撒くように連射され、さながら弾幕系シューティングゲームのような弾幕を張ることが可能。その性質上全方位への攻撃が可能なほか、1発につき2 - 3ヒット分の攻撃判定が発生するため、若干の貫通力も備えている。

### 合体
2人同時プレイ時のみ、合体ボタンを押すことで自機同士の「合体」が可能。合体はボタンを再入力することで任意に解除できる。
合体時の要約は以下の通り。
- AC版 - 合体ボタンを押した側は自機の移動、押された側は各種攻撃をそれぞれ分担して行う。
- SFC版 - 合体ボタンを押した側は自機の移動及び各種攻撃、押された側はエネルギーを消費して各合体専用の特殊攻撃をそれぞれ分担して行う。
- SFC版は押したボタンに応じて「縦合体」と「横合体」の2種類の合体が可能。
  - 特殊攻撃は縦合体時には十字キーとの組み合わせで任意の方向へ発射可能な単発ショットを、横合体時には左右から同時に前方斜め2方向、計4方向への拡散ショットを発射する。
  - 特殊攻撃は基本的に低火力だが、例外として一部の中ボスを数発で撃破可能など、異様な火力を発揮する場面も見られる。
- 合体時・解除時には画面が停止するため、隙が生じることはない。
- 合体は自機同士の位置関係を問わずに行える。
- ミス時には強制的に合体が解除され、且つ合体ボタンを押した側のみがミス扱いになる。

### アイテム
アイテムは以下の3種類が存在し、取得することでそれぞれの効果を発揮する。
- SPEED UP - 自機の移動速度が増加する。最高3段階で、SFC版では5面以降にのみ登場する。
- POWER - ショットが1段階パワーアップする。最高10段階。
- ENERGY - ウェポンのエネルギーが全快する。SFC版では主にボス戦前にPOWERとセットで支給される。

仕様の相違点
AC版とSFC版ではアイテムの仕様が大きく異なる。
AC版
- 特定の敵機を撃破することで出現する。
- アイテムにショットを当てることで、種類の変更が可能。ただし、一部地点では何故かショットを当てても変更できないものも存在する。
- ステージごとにパワーアップの上限が設定されているため、同じアイテムを取り続けても1ステージ間で徹底して強化することは不可能。

SFC版
- 特定の地点に到達すると画面下部から味方機が登場し、画面内にアイテムを投げ込むように支給して退散していく。
- AC版のようにアイテムを変更させることはできず、各地点ごとにあらかじめ決められたアイテムが支給される。
- 上記理由から、1ステージ間における各パワーアップの機会が限られる。

## ストーリー
西暦2008年、人類は最大の危機に直面した。異星人がS国と手を結び侵略を開始したのである。
A連合国は、強大な軍事力の前になすすべもなく全滅した。ところが、異星人がS国を裏切り突如攻撃し始めたのである。
A連合国とS国は協力し最終兵器「S.T.G ストライクガンナー」を完成させ、地球奪還作戦「プロジェクトアース」を発動した……
地球奪還のために、S.T.G発進せよ!

## 登場人物
以下、オープニングムービーのデータより。
マーク・マッケンジー（Mark Mackenzie）
1P側（SFC版では2P側）の男性パイロット。28歳。階級は上級軍曹（Senior Master Sergeant）。
ジェーン・シンクレア(Jane Sinclair)
2P側（SFC版では1P側）の女性パイロット。21歳。階級は技術軍曹（Technical Sergeant）。

## 移植版

### 一覧
| No. | タイトル | 発売日                                  | 対応機種                      | 開発元 | 発売元                        | メディア                              | 型式               | 備考                       |
| --- | -------- | --------------------------------------- | ----------------------------- | ------ | ----------------------------- | ------------------------------------- | ------------------ | -------------------------- |
| 1   | S.T.G    | 1992年3月27日 1992年10月15日 1992年11月 | スーパーファミコン            | アテナ | アテナ NTVIC アクティビジョン | 8メガビットロムカセット               | SHVC-SG SNS-SG-USA |                            |
| 2   | S.T.G    | 2015年7月14日                           | Windows                       | アテナ | D4エンタープライズ            | ダウンロード （プロジェクトEGG）      | -                  | スーパーファミコン版の移植 |
| 3   | S.T.G    | 2023年9月21日                           | PlayStation 4 Nintendo Switch | アテナ | ハムスター                    | ダウンロード (アーケードアーカイブス) | -                  | アーケード版の移植         |

### スーパーファミコン版
AC版稼働開始の翌年に発売。海外版も発売された。こちらはAC版をベースにしつつも下記の大幅な変更点が加えられているため、ほぼ別物といえる。2015年7月14日より、プロジェクトEGGにて配信開始。
以下、AC版・SFC海外版との変更点を挙げる。
AC版からの変更点
- 画面比率が3:4（縦画面）から4:3（横画面）に変更された。
- オプションで難易度をEASY・NORMAL・HARD・OTAKUの4段階から設定可能。上位の難易度ほど敵の弾速と攻撃頻度が強化され、最高難易度のOTAKUのみエンディングがノーカット版に変化する。また、最低難易度のEASYではショットが6段階目にあたる4連装（赤・連射数増加）が初期状態として扱われる。
- ウェポンが追加され、一部は名称・性能が変更された。詳細はウェポンの項を参照。
- ウェポンのSEは一部を除き、全てオミットされた。
- 合体が2パターン可能になり、且つ操作体系も変更された。詳細は合体の項を参照。
- アイテムの仕様が変更された。詳細はアイテムの項を参照。
- ステージが再構成され、敵機の配置・攻撃パターンが大きく変更、敵機・敵弾の移動速度や挙動が改善された。
- AC版に比べて全体的にスクロール速度が遅くなり、1ステージあたりの全長が長くなった。
- ボスがほぼ全て一新され、AC版から続投のボスも攻撃パターンが変更された。
- ボス戦用のBGMが追加された（AC版ではボス戦時も道中のBGMが流れる）。
- 3面のBGMが1面・4面と同じものに差し替えられた。
- 3面クリア後に4面として新規に「海」ステージが追加（BGMは2面と同様）され、全8ステージ構成となった。
- ステージ中のスコア表示が廃止され、ステージクリア時にのみ表示されるようになった。

SFC海外版の変更点
- 各種SEが多数追加された。
- ステージクリア時の文字のフォントが変更された。
- オプションの難易度表記が英数字に変更され、且つデフォルトの難易度が1（国内版におけるEASY）に設定された。
- 一部ウェポンの名称・スペルミスが修正された。

### アーケードアーカイブス版
PlayStation 4とNintendo Switchにて2023年9月21日に配信開始。アーケードアーカイブスでのアテナ作品第1弾となる。「こだわり設定」にてネームエントリー時の制限時間を変更する事が可能。

## スタッフ
アーケード版
- シナリオ、スクリーンプレイ、デザイン、ディレクター：UNDEAD TAMA（玉井広宣）
- 音楽、効果音：SHO（佐々木彰太郎）
- スペシャル・サンクス：FATHER YAGI（八木秀訓）、MISS KAWADA、MISS NOGUCHI、TAKASAKI CHAKKUN（たかさきのりゆき）、RED ZX（石橋浩一）
- プロデューサー：中村栄

スーパーファミコン版
- プロデューサー：中村栄
- ディレクター、デザイナー：UNDEAD TAMA（玉井広宣）
- プログラマー：もりしまなおき、AKA ISHIBASHI（石橋浩一）、田端勤
- エネミー・プログラム：AKA ISHIBASHI（石橋浩一）
- ボス・プログラム：もりしまなおき
- ウエポン・プログラム：BAKURETSU TABATA（田端勤）
- オープニング・エンディング・プログラム：GO^KAI TABATA（田端勤）
- 音楽：SHO（佐々木彰太郎）、AKA ISHIBASHI（石橋浩一）
- 効果音、サウンドドライバー：AKA ISHIBASHI（石橋浩一）
- ツール・サポート：BAKURETSU TABATA（田端勤）、KUDO CHAN

## 評価
スーパーファミコン版
ゲーム誌『ファミコン通信』の「クロスレビュー」では合計21点（満40点）、『ファミリーコンピュータMagazine』の読者投票による「ゲーム通信簿」での評価は以下の通りとなっており、20.57点（満30点）となっている。
| 項目 | キャラクタ | 音楽 | 操作性 | 熱中度 | お買い得度 | オリジナリティ | 総合  |
| 得点 | 3.54       | 3.69 | 3.62   | 3.62   | 3.04       | 3.08           | 20.57 |